# Католицизм в Буркина-Фасо

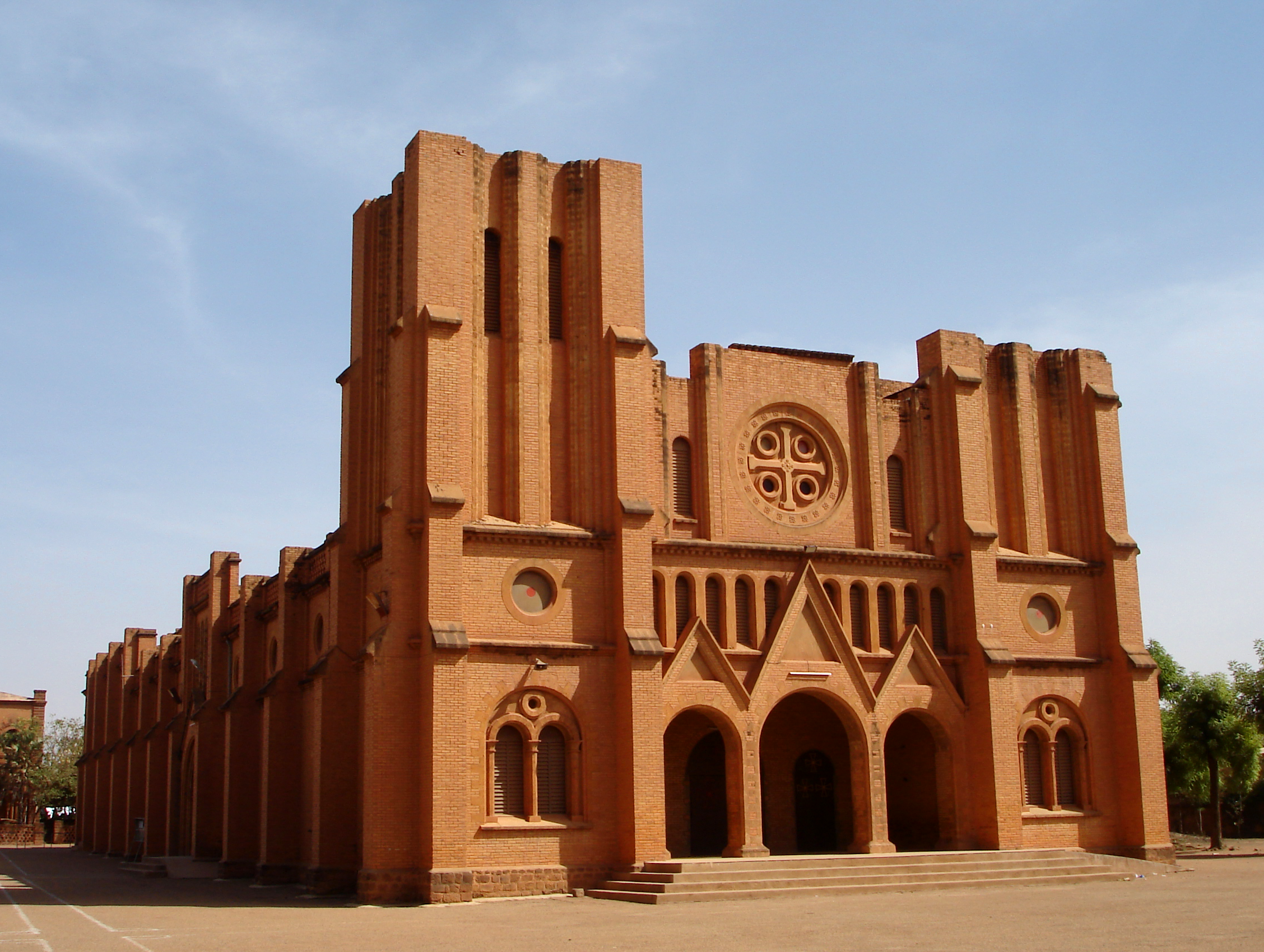
Собор Непорочного зачатия Пресвятой Девы Марии, Уагадугу, Буркина-Фасо

 Католицизм в Буркина-Фасо  или Римско-Католическая Церковь в Буркина-Фасо является частью вселенской Католической церкви.

## История
В конце XIX века территория нынешней Буркина-Фасо стала французской колонией, после чего сюда стали прибывать первые католические миссионеры из Франции. В 1900 году из Дагомеи прибыли миссионеры из Лионского Общества африканских миссий, которые основали в городах Уагадугу и Купела католические миссии.
В 1921 году Святым Престолом был учреждён Апостольский викариат Уагадугу, который в 1955 году был преобразован в архиепархию. В 1942 году в Уагадугу было совершено рукоположение в священников местных уроженцев. В 1956 году священник Дьедоннэ Югбарэ стал первым католическим епископом-африканцем из Западной Африки.
Римский папа Иоанн Павел II дважды посещал Буркина-Фасо в мае 1980 и январе 1990 гг.

## Церковная структура
В Буркина Фасо в настоящее время действуют три архиепархии, 11 епархий, 115 приходов. Численность католиков в Буркина-Фасо составляет около 1 228 000 человек.
- Архиепархия Бобо-Диуласо
  - Епархия Банфора
  - Епархия Дедугу
  - Епархия Дебугу
  - Епархия Нуна
- Архиепархия Купела
  - Епархия Дори
  - Епархия Тенкодого
  - Епархия Фада-Нгурма
  - Епархия Кая
- Архиепархия Уагадугу
  - Епархия Кудугу
  - Епархия Манга
  - Епархия Уахигуя

## Источник
- Католическая Энциклопедия, т. 1, изд. Францисканцев, М., 2002, ISBN 5-89208-037-4